# Браян Девенінг
Браян Девенінг (англ. Brian Devening; нар. 16 липня 1967) — колишній американський тенісист.
Найвищу одиночну позицію світового рейтингу — 277 місце досяг 19 листопада, 1990, парну — 77 місце — 4 квітня, 1994 року.
Найвищим досягненням на турнірах Великого шолома було 2 коло в одиночному та парному розрядах.

## Фінали турнірів ATP за кар'єру

### Парний розряд: 2 (0–2)
| Результат | W/L | Рік  | Турнір               | Покриття | Партнер         | Суперники                 | Рахунок       |
| --------- | --- | ---- | -------------------- | -------- | --------------- | ------------------------- | ------------- |
| Поразка   | 0–1 | 1993 | Swedish Open, Швеція | Ґрунт    | Томас Нюдаль    | Генрік Гольм Андерс Яррід | 1–6, 6–3, 3–6 |
| Поразка   | 0–2 | 1993 | Сантьяго, Чилі       | Ґрунт    | Крістер Аллгард | Майк Бауер Давід Рікл     | 6–7, 4–6      |

## Титули на челленджерах

### Парний розряд: (1)
| Ранг | Рік  | Турнір   | Покриття | Партнер      | Суперники                        | Рахунок  |
| ---- | ---- | -------- | -------- | ------------ | -------------------------------- | -------- |
| 1.   | 1994 | Сінгапур | Тверде   | Сандер Гройн | Леонардо Лаваль Даніло Марселіно | 6–2, 7–6 |